# Конный туризм

Отряд туристов-конников на склонах Туюкской долины

Конный туризм — международный вид спорта и активного отдыха.

## Дисциплины
На 1 января 2023 года в конный туризм входит семь дисциплин:
- Конно-полевые выезды — небольшие полевые прогулки в лесу или полях за пределами конюшни продолжительностью от 1 часа до 3 дней с ночевкой в специально оборудованных помещениях или палатках;
- Конные маршруты (походы, путешествия) — продолжительные путешествия (от 2-х до 4-х дней — степенные маршруты и от 4-х до 12-и дней категорированные маршруты) вне конюшни, как правило осуществляемые туристской группой. Конные походы заявленные в Маршрутно-квалификационной комиссии (МКК) по правилам вида спорта спортивный туризм считаются спортивными и могут принять участие в соревнованиях;
- Конные путешествия — длительные конные маршруты по расстоянию превышающие 500 км (1600 км).
- Конные дистанции или соревнования по технике конного туризма (межд. от фр. Techniques de Randonnée Equestre de Compétition - T.R.E.C.) — в Российской Федерации проводятся в виде спорта «Спортивный туризм» в дисциплине «дистанции — на средствах передвижения» (вид программы — конные) используется так же «Дистанции конные». Соревнования состоят из трех дистанций: «Длинная дистанция с ориентированием и контролем скорости» (ДД, межд P.O.R.), Контроль аллюра (КА, межд. M.A.) + Короткая дистанция с прохождением локальных препятствий (КД, межд. P.T.V.) и Длинная техническая дистанция (редакция 2022 года правил по виду спорта «Спортивный туризм»)[2];
- Соревнования по технике конного туризма в упряжках (межд. T.R.E.C. в упряжках) — включает в себя две дистанции: Длинная дистанция с ориентированием и контролем скорости и Короткую дистанцию
- Рабочая езда (Working equitation) — соревнования связанные с навыками сельской верховой езды и работой со скотом его сортировкой. Имеет целью сохранения национальных школ работы со скотом на лошадях. Соревнования проходят на четырёх дистанциях: выезженность (квалификационные старты) + тропа на стиль; тропа на скорость; сортировка скота. Практикуется во многих странах Европы, но также и в Азии и в Северной и Южной Америке.
- Конный скиджоринг — зимний вид спорта, в котором человека на лыжах (сноуборде) тянет лошадь. Проводятся на трех дистанциях: Гигантский слалом, Специальный слалом, Маршрут на скорость. Маршрут на скорость был представлен, как демонстрационная дисциплина на вторых зимних Олимпийских играх в Санкт-Морице (Швейцария) в 1928 году. На сегодняшний день проводятся соревнования и в России. Планировалось, что в 2020 году пройдет первый Чемпионат и Первенство Европы, нор из-за пандемии по коронавирусу был перенесен на 2021 год.

Конные маршруты по продолжительности могут быть от одного часа до нескольких дней. Конные маршруты от одного часа до одного дня с возвращением на конюшню называются конно-полевыми выездами. Маршруты от четырёх дней называются походами.
Конные походы могут проводиться с сопровождением, когда вещи и питание доставляется отдельно от основной группы так и без него.
Конный поход, удовлетворяющий спортивным правилам и заявленный должным образом в маршрутно-квалификационной комиссии МКК и принимающий участие в соревнованиях называется спортивным.
Конно-полевые выезды (конные прогулки, поездки в лес и/или поле) — конные, чаще верховые, поездки за пределы конюшни от 1 часа до 2 дней. Возможны однодневные походы с возвращением на конюшню/конную базу.
Конные походы бывают: конно-верховые, конно-верховой с сопровождением и походы в упряжках.
Конно-верховой поход — это маршрут, при котором снаряжение и питание для участников и лошади перевозятся во вьюках или перемётных сумках, притороченных к седлу туриста, при этом общее количество лошадей равно количеству участников.
Конно-верховой с сопровождением — маршрут, предполагает, что участники едут по маршруту верхом, а снаряжение и продукты перевозятся отдельно посредством дополнительных вьючных или упряжных лошадей, а также с использованием автотранспортных средств.
Конно-упряжной — маршрут, при котором туристы, снаряжение и провиант находятся в телеге, экипаже, кибитке и т. п. без использования верховых лошадей.
Плановые конные маршруты (конные туры) — специально организованные маршруты с туристских баз, конно-туристских клубов. Как правило, график конных походов и его стоимость определён заранее и принять участие в нём можно купив путёвку. Плановые походы проходят различной сложности: для новичков — только шагом и для опытных всадников — резвыми аллюрами. Вьючные походы или походы без сопровождения в любом случае шаговые.
Конным туризмом так же могут назвать походы на пони, верблюдах, ослах, оленях, яках, слонах и других видах животных.

## Общая информация
Главная особенность конного туризма состоит в возможности везти снаряжение и продукты в перемётных, сидельных сумках (алтайск. «арчемак») закрепленных к седлу лошади или на вьючной лошади с использованием специального вьючного седла.
Большинство маршрутов рассчитываются на людей, не имеющих какой-либо предварительной тренировки в верховой езде. Опытные инструкторы проводят на турбазах необходимую предпоходную подготовку по специально разработанным программам. Пройдя обучение, турист приобретает навыки по уходу за лошадью, обучается седлать и запрягать её, управлять ею. Для опытных туристов-конников разрабатываются более сложные маршруты, как, например, маршрут на «Туюкские озёра» по горному Алтаю.
Обычно туристы живут в полевых условиях на полном самообслуживании, так что романтика верховой езды дополняется ночевками в палатках, дымом костра, походной пищей.

## Историческая справка
Конные походы, если не брать во внимание военные походы, изначально были связанны с исследовательскими экспедициями новых регионов планеты. Однако наиболее значимым в развитии конного туризма и конных путешествий стало конные путешествие Дмитрия Николаевича Пешкова, 1889-1890 гг., из Благовещенска в Санкт-Петербург, которое впоследствии его мирового признания побудило многих других путешественников сделать путешествие верхом на лошади практически на всех континентах (кроме Антарктиды).
Значимыми так же стали конные путешествия Роджера Покок (Roger Pocock), 1899—1900 гг из форта Маклеод (Канада) — Мехико (Мексика). За 207 дней он преодолел в одиночку 5760 км (3600 миль). Конное путешествие японского дипломата, барона Ясумаса Фукусима (яп. 福島安正), который в одиночку, после окончания своей службы военным атташе в Берлине (Германия) в 1892 году, отправился во Владивосток (Россия). Однако после этого он свернул на юг и через Маньчжурию, Монголию и Китай добрался до Японии. За 504 дня японский конный путешественник прошел 14 000 км и в мае 1893 года завершил свой путь.
После Великой Октябрьской социалистической революции и Гражданской войны в России конные походы проводились в рамках походов кавалерии РККА и комсомольцев различных совхозов.
Первый плановый конный поход в СССР был организован в 1971 году Алтайским краевым советом по туризму и экскурсиям с туристской базы «Катунь» к Каракольским озерам. Опыт оказался положительным и уже в 1975 году были созданы маршруты в Грузии, Башкирии, Адыгее, Карачаево-Черкесии, Чувашии, Восточном Казахстане, на Урале, в Красноярском крае и в последствии во многих регионах страны.
Проводились и самодеятельные конные походы и путешествия. Однако с распадом системы конных путевок в системе профсоюзов СССР плановые маршруты прекратили своё существование и только к 1995 году, благодаря энтузиастам, стали проводить коммерческие туры в основном в тех районах, в которых традиционно разводили лошадей.
В 2000 году состоялся первый спортивный конный маршрут, который провели московские туристы на Южном Урале. С 2001 года конный туризм входит, как дисциплина в вид спорта «Спортивный туризм».
В 2004 году были проведены первые соревнования по дисциплине «по технике конного туризма» (T.R.E.C.) впоследствии, в 2006 году, после объединения спортивных дисциплин «дистанции — на средствах передвижения» вид программы конные.
В 2013 году спортсмены сборной России по конному туризму (T.R.E.C.) впервые приняли участие в международных соревнованиях в Италии организованные под эгидой Международной федерации конного туризма (FITE).
Для развития спортивных конных маршрутов с 2016 года на базе АРКТ НЦКТ проводится подготовку участников и руководите конных спортивных походов различного уровня.
В настоящее время конные походы, фестивали и соревнования проводятся в различных краях и областях России, от Калининграда до Камчатки. Туристам предлагаются маршруты на любой уровень подготовки. Спортивные и плановые. Шаговые и с резвыми аллюрами. Верховые и упряжные.

## Спортивные маршруты и дистанции
Соревнования по конному туризму проводятся по правилам вида спорта — «Спортивный туризм». Вид дисциплины маршруты и дистанции.
Классификация спортивных маршрутов.
В конном туризме выделяются четыре категории сложности походов. Первая категория — самая простая, четвёртая — самая сложная. Категория сложности похода определяется по «Методике категорирования верховых походов». По этой же методике категорируется верховой маршрут с вьючными лошадьми. Категория сложности верховых маршрутов, в которых присутствует упряжные (телега, сани, фаэтон и т. п.).

Определение категории сложности конного маршрута.
| Препятствия                   | К. С. верхового похода | Характеристика локального препятствия |
| ----------------------------- | ---------------------- | --- |
| 1. Лесные участки             | I                      | Поля. Лес проходится по тропам или легко без них |
|                               | II                     | Лес с наличием густо заросших участков, подлесков |
|                               | III                    | Скрытые в траве неровности склона, углубления, ямы, канавы, камни, с крутизной не более 30° и продолжительностью не менее 50 м                                                                   |
| 2. Болота                     | II                     | Разливы рек с протяженностью до 50 м и глубиной до 0,2 м |
|                               | III                    | Не вязкие заболоченные участки глубиной от 0,2 до 0,4 м, длиной до 100 м |
| 3. Осыпи, морены              | II                     | Осыпи, камни небольшие или мелкие, крутизна склона 10-15 град |
|                               | III                    | Осыпи, в том числе и «живые» с крутизной склона 15-20 град |
| 4. Перевалы                   | I                      | н/к перевал, движение по дорогам, ярко выраженным тропам с крутизной взлета не более 20 град и длиной не более 200 м.                                                                            |
|                               | II                     | н/к перевал, движение по тропе или по травянистому склону с крутизной перевального взлета до 30 град на подъём и 20 град на спуск и длиной не менее 200 м.                                       |
|                               | III                    | 1А не сложные осыпные перевалы с коротким не крутым (до 30 град) перевальным взлетом и спуском, возможностью организации движения по серпантину по «овечьим» тропам. Прохождение без спешивания. |
| 5. Траверс гребня             | I                      | Лесистый, травяной гребень. Уклон вдоль гребня не более 15 град. Длина траверса не более 2 км.                                                                                                   |
|                               | II                     | Лесистый, травяной, осыпной гребень. Уклон вдоль гребня 15-20 град. Длина траверса не менее 2 км.                                                                                                |
|                               | III                    | Травяной, осыпной, снежный гребень. Уклон вдоль гребня 20-30 град. Длина траверса не менее 2 км.                                                                                                 |
| 6. Каньон                     | II                     | Движение по песку, гальке, траве, камнями и осыпям, длина пути в каньоне не менее 200 м. |
|                               | III                    | Движение по песку, гальке, траве, камнями и осыпям, длина пути в каньоне (или вдоль прижима) не менее 300 м.                                                                                     |
| 7. Пески                      | I                      | Отдельные гряды или лунки песков. |
|                               | II                     | Сплошные участки ровных песков с хорошими водопоями |
|                               | III                    | Сплошные пески с хорошими водопоями на стоянках и местах отдыха |
| 8. Снежный участок            | I                      | Движение по тропам, дорожкам или открытой местности с глубиной снежного покрова не более 20 см                                                                                                   |
|                               | II                     | Движение по тропам, лесным или открытым участкам с глубиной снежного покрова 20-40 см. |
|                               | III                    | Раскисший или не плотный снежный покров глубиной до 30 см |
| 9. Ледовые участки, Ледники   | II                     | Плоские не протяженные ровные участки льда, покрытые снегом глубиной до 20 см. |
|                               | III                    | Плоские ровные участки льда протяженностью более 200 м, покрытые сыпучим, кристаллическим снегом глубиной до 10 см.                                                                              |
| 10. Водные участки, переправы | I                      | Переправы через реки или небольшие водные участки с небольшой скоростью течения (не более 1 м/с), глубиной до 0,5 м, переходы вброд при ширине потока не менее 5 м                               |
|                               | II                     | Переправы через реки или небольшие водные участки с шириной до 10 м, средним течением (около 1,5 м/с) и глубиной до 0,7 м                                                                        |
|                               | III                    | Переправы через реки или водные участки с шириной до 20 м, с течением (до 2 м/с) и глубиной до 0,8 м                                                                                             |

## Экипировка

Экипировка туриста-конника

Для путешествия по конным маршрутам используется в основном то же снаряжение, что и для пеших походов. Но есть и некоторые особенности экипировки конного туриста. Прежде всего необходимы сапоги даже для сравнительно коротких походов, иначе будут потерты голени. Сапоги желательно иметь офицерского покроя или специально изготовленные для спортсменов-конников. В крайнем случае подойдут и кирзовые солдатские сапоги. Брюки должны быть спортивного покроя с «широким шагом», так как придется высоко поднимать ногу для посадки в седло. Не годятся модные обтягивающие бедра джинсы. В них трудно оседлать лошадь, грубые швы быстро натрут ноги. Необходимо также иметь спортивный костюм, кроссовки или кеды, шерстяные и хлопчатобумажные носки, головной убор, лёгкий свитер, легкую куртку (ветровку или штормовку), накидку от дождя.

## Мнения
Существенная особенность верховой езды — сидячее положение, благодаря которому при спокойной езде шагом человек испытывает небольшую нагрузку. При езде рысью нагрузка заметно увеличивается, а при езде строевой рысью всадник на протяжении только одного километра должен привстать на стременах несколько сотен раз; при езде учебной или манежной рысью всадник испытывает почти тысячу ритмических толчков. Такая «встряска» может оказаться очень полезной.

### Полезно для здоровья
Регулярная верховая езда активизирует обмен веществ, препятствует чрезмерному отложению жира, вырабатывает красивую осанку. Верховая езда обеспечивает активную нагрузку на всю скелетную мускулатуру и внутренние органы всадника, в то же время не исключает возможности двигаться пешком, позволяет дозировать физические нагрузки, не приводя к перегрузкам.

### Опасно для здоровья
Однако при некоторых заболеваниях верховая езда противопоказана. Врачи запрещают её людям, страдающим злокачественной гипертонией, декомпенсацией сердечной деятельности, после инсульта, при нарушениях равновесия, остром тромбофлебите, тромбозе вен, язвах голени. Нельзя ездить на лошади тем, у кого диагностированы заболевания почек, мочевого пузыря, предстательной железы, а также гинекологические заболевания.